# Angélica Bustos
Angélica Elvira Bustos Bone (ur. 22 kwietnia 1993) – ekwadorska zapaśniczka. Zajęła trzynaste miejsce na mistrzostwach świata w 2014. Piąta na igrzyskach panamerykańskich w 2015. Mistrzyni panamerykańska w 2014. Brązowa medalistka igrzysk boliwaryjskich w 2013 roku.